# 墨西哥尾燈魚
墨西哥尾燈魚（学名：Triphoturus mexicanus）为輻鰭魚綱燈籠魚目灯笼鱼科的其中一種。分布於東太平洋區，包括從美國加州至智利海域，為深海魚類，體長可達7公分。